# فهرست جایزه‌های مسعود جعفری جوزانی
مسعود جعفری جوزانی جایزه‌های عمدتاً سینماییِ فراوانی به دست آورده است. اینک فهرستی از این جایزه‌ها:

## از جشنواره‌ها
| عنوان فیلم                | عنوان جایزه                  | موضوع                     | عنوان جشنواره                                         | سال  |
| ------------------------- | ---------------------------- | ------------------------- | ----------------------------------------------------- | ---- |
| با من حرف بزن             | دیپلم افتخار                 | بهترین فیلم کوتاه         | سومین دوره جشنواره بین‌المللی فیلم فجر                 | ۱۳۶۳ |
| جاده‌های سرد               | جایزه ویژه هیئت داوران       | بهترین فیلم               | چهارمین دوره جشنواره بین‌المللی فیلم فجر               | ۱۳۶۴ |
| جاده‌های سرد               | لوح تقدیر                    | بهترین کارگردانی          | اولین دوره جشنواره ادبی ـ هنری روستا                  | ۱۳۶۵ |
| شیر سنگی                  | لوح زرین                     | بهترین فیلمنامه           | پنجمین دوره جشنواره بین‌المللی فیلم فجر                | ۱۳۶۵ |
| در مسیر تندباد            | سیمرغ بلورین                 | بهترین فیلم               | هفتمین دوره جشنواره بین‌المللی فیلم فجر                | ۱۳۶۷ |
| سایه خیال                 | سیمرغ بلورین                 | بهترین فیلم               | نهمین دوره جشنواره بین‌المللی فیلم فجر                 | ۱۳۶۹ |
| ناصرالدین شاه آکتور سینما | جایزه ویژه هیئت داوران       | بهترین فیلم               | بیست و هشتمین دوره جشنواره بین‌المللی فیلم کارلوی واری | ۱۳۷۱ |
| ناصرالدین شاه آکتور سینما | جایزه منتقدان بین‌المللی فیلم | بهترین فیلم               | بیست و هشتمین دوره جشنواره بین‌المللی فیلم کارلوی واری | ۱۳۷۱ |
| ناصرالدین شاه آکتور سینما | جایزه تنگه طلایی کاریدی      | بهترین فیلم               | بیست و یکمین دوره جشنواره بین‌المللی فیلم تائورمینا    | ۱۳۷۱ |
| ناصرالدین شاه آکتور سینما | جایزه ویژه هیئت داوران       | بهترین فیلم               | دوازدهمین دوره جشنواره بین‌المللی فیلم استانبول        | ۱۳۷۲ |
| بلوغ                      | جایزه ویژه هیئت داوران       | بهترین فیلم               | هجدهمین دوره جشنواره بین‌المللی فیلم فجر               | ۱۳۷۸ |
| در چشم باد                | جایزه حافظ                   | بهترین کارگردان تلویزیونی | دوازدهمین جشن دنیای تصویر                             | ۱۳۹۰ |
| در چشم باد                | جایزه                        | بهترین کارگردان تلویزیونی | چهاردهمین دوره جشنواره بین‌المللی فیلم مقاومت          | ۱۳۹۵ |

## جوایز و افتخارات دیگر
- بزرگداشت «مسعود جعفری جوزانی» در بیست و ششمین دوره جشنواره فیلم فجر (۱۳۸۶)[۲۰]
- منتخب هشتمین همایش چهره‌های ماندگار ایران (۱۳۸۹)[۲۱]
- تقدیر رئیس‌جمهور از «مسعود جعفری جوزانی» در مراسم رونمایی از مجموعه پنج جلدی اسنادی از اشغال ایران در جنگ جهانی دوم (۱۳۹۰)[۲۲]
- بزرگداشت «مسعود جعفری جوزانی» در نخستین دوره جشنواره بین‌المللی فیلم کیش (۱۳۹۰)[۲۳]
- تقدیر آکادمی پزشکان ایرانی ـ آمریکایی به پاس دستاوردهای متعدد هنری و فرهنگی (۱۳۹۴)[۲۴][۲۵]
- دریافت نشان درجه یک کارگردانی و دکترای رشته کارگردانی سینما (۱۳۹۴)[۲۶]
- سفیر آب (۱۳۹۴)[۲۷]
- سفیر هنر ایران در جشنواره بین‌المللی هنر دهلی در هندوستان (۱۳۹۶)[۲۸]
- تجلیل از مسعود جعفری جوزانی در نخستین همایش توسعه پایدار شهرستان ملایر در تهران (۱۳۹۶)[۲۹]
- تقدیر ویژه مشاور امور بین‌الملل کمیسیون ملی یونسکو ـ ایران و دبیر کمیسیون حقوق بشر منطقه ۲ کشور (۱۳۹۷)[۳۰]
- بزرگداشت مسعود جعفری‌جوزانی در شب‌های بخارا در خانه اندیشمندان علوم انسانی (۱۳۹۷)[۳۱]
- تندیس سیمرغ فیروزه‌ای و لوح یادبود از طرف محمد سلطانی‌فر معاون مطبوعاتی وزیر فرهنگ و ارشاد اسلامی در نخستین دوره جشنواره جایزه ملی آرمان برتر (۱۳۹۷)[۳۲]
- لوح تقدیر و تندیس بهترین فیلم سومین دوره جشنواره فیلم سلامت (۱۳۹۷)[۳۳]
- لوح تقدیر و تندیس کانون کارگردانان سینمای ایران در هشتمین جشن کانون کارگردانان سینمای ایران (۱۳۹۷)[۳۴]
- تندیس ابوریحان نخستین جشن آیین سپاس تهیه‌کنندگان سینمای ایران (۱۳۹۸)[۳۵]